# Tigre IV

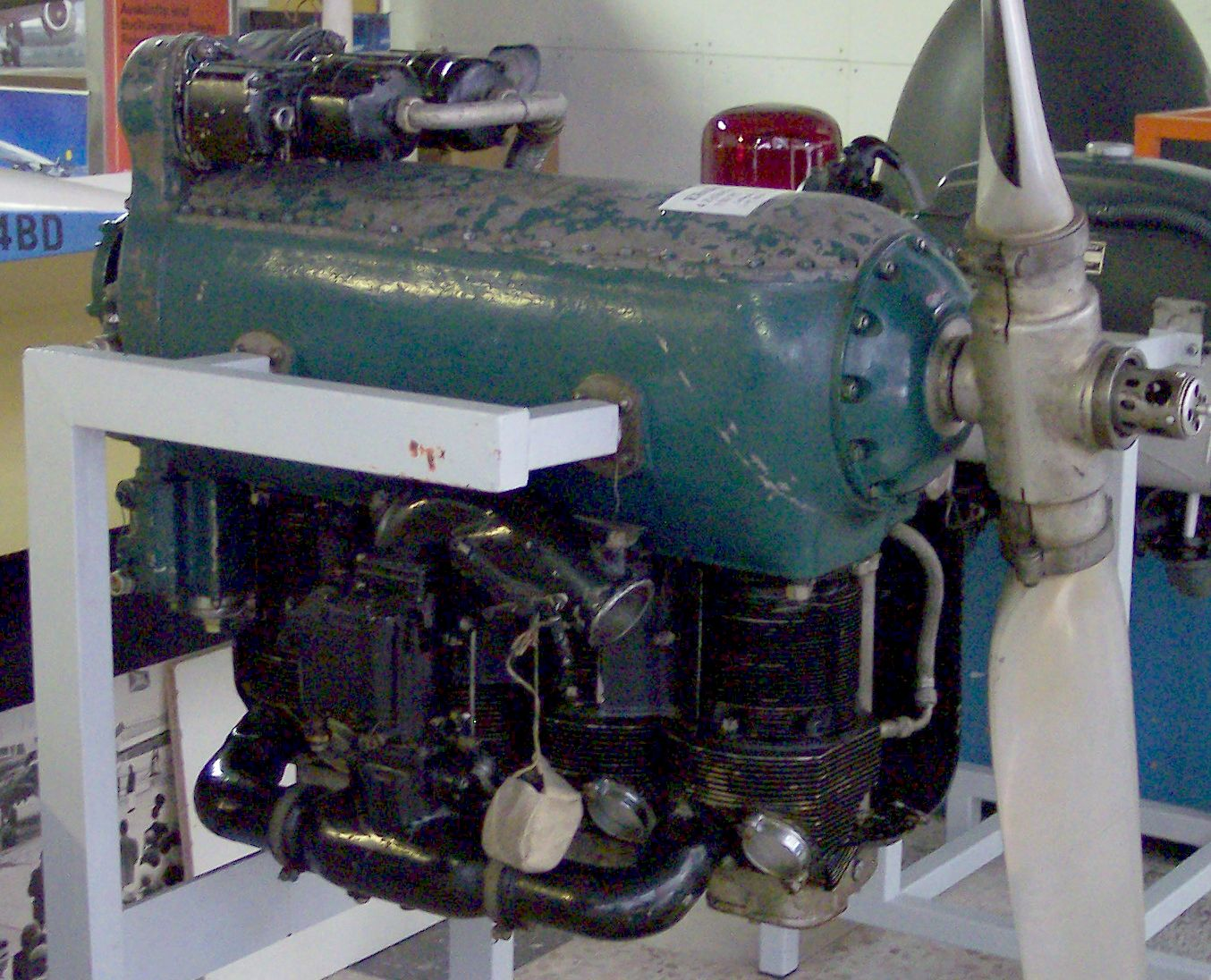
Tigre IV

Der Tigre IV ist ein luftgekühlter vierzylindriger Flugzeug-Reihenmotor des spanischen Motorenherstellers Elizalde. Er wurde vor allem für die von CASA in Lizenz gebauten Bücker Jungmanns (CASA 1.131) verwendet. Seine Entwicklung begann im Jahre 1941. Da die ursprünglich geplante Zündanlage nicht mehr auf dem Markt erhältlich war, musste eine andere Zündanlage, die mit einer Lizenz in Spanien gebaut wurde, verwendet werden. Nach ersten Testflügen mit einer Bücker Jungmann konnte 1947 die Serienproduktion beginnen.

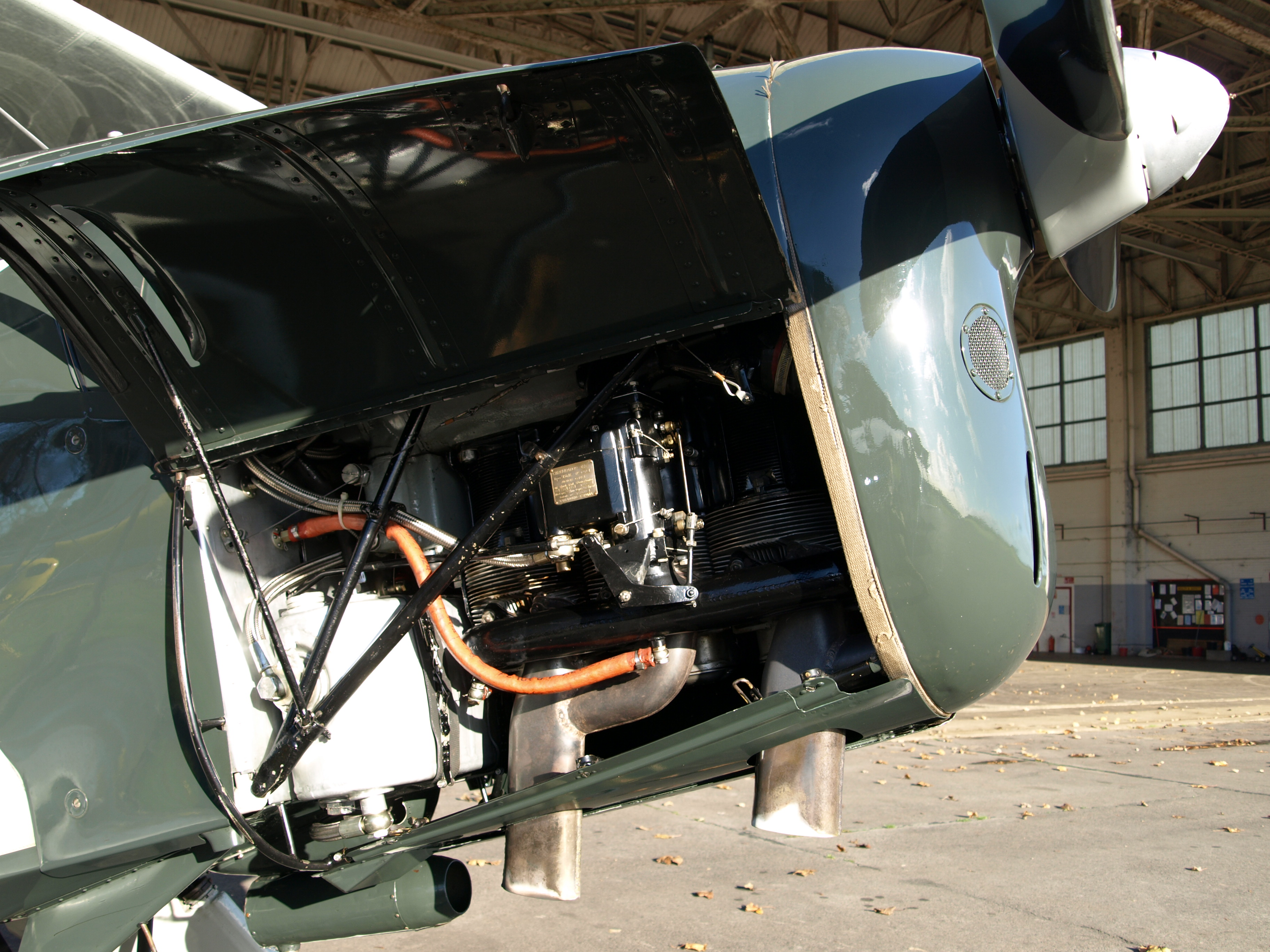
Tigre IV-A in einer Bücker Jungmann

Der Tigre IV-A hatte eine Motorleistung von 125 PS bei 2200/min. Der Motor hatte eine Verdichtung von 6, hängende Zylinder, einen Vergaser und OHV-Ventilsteuerung. Bei der Version IV-B wurde die Verdichtung auf 6,5 erhöht. Dieser modifizierte Motor erreichte 150 PS bei 2300/min. Mit der B-Version wurden die Flugzeuge HM-1, HM-2, HM-3 und HM-9 und AISA I-115 ausgestattet.

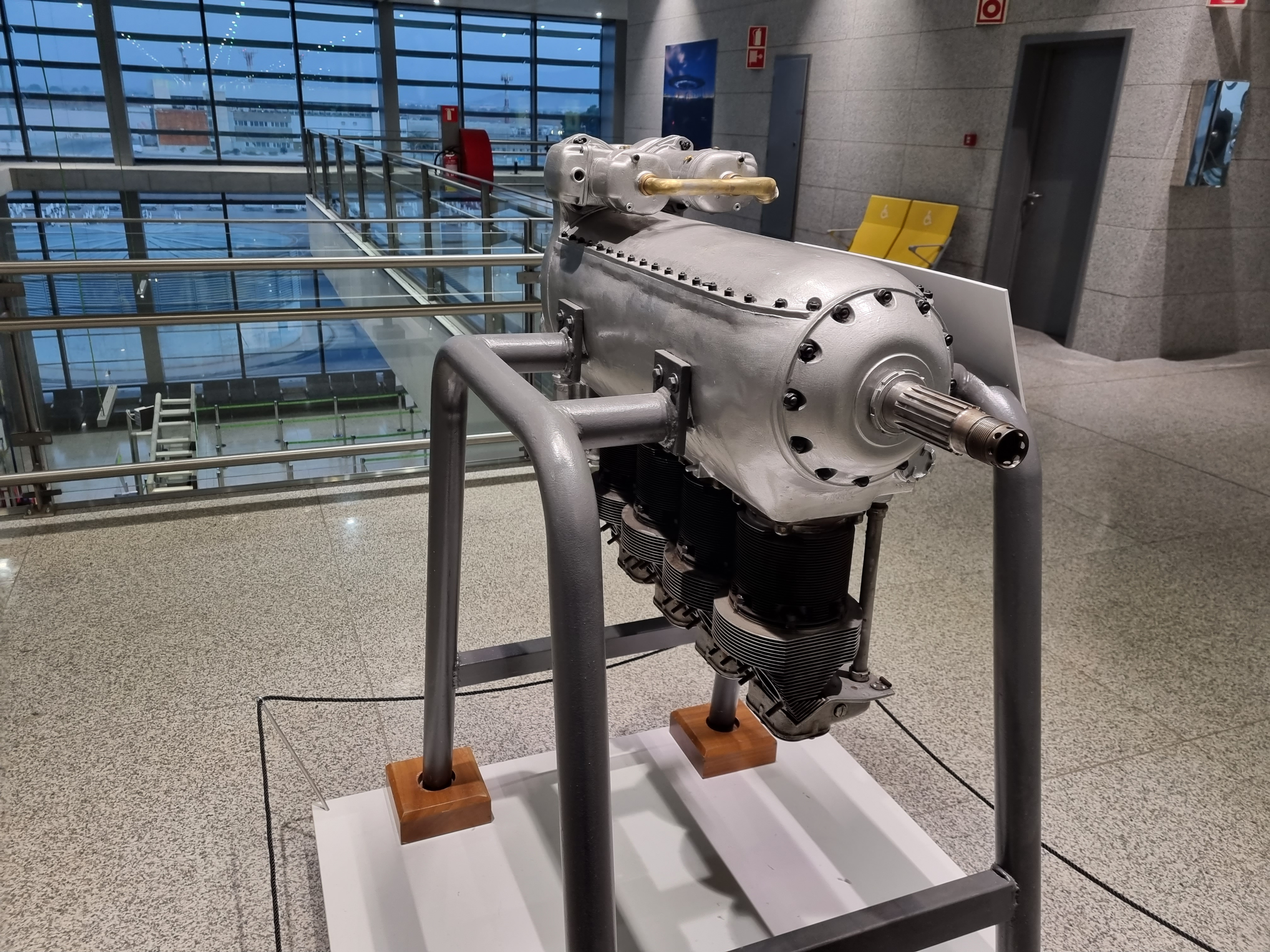
Tigre G-IV

Insgesamt wurden 475 Motoren der A-Version und 595 Motoren der B-Version produziert.
| Daten               | Version A           |
| ------------------- | ------------------- |
| Anzahl Zylinder     | 4                   |
| Bohrung             | 120 mm              |
| Hub                 | 140 mm              |
| Hubraum             | 6,33 l              |
| Verdichtung         | 6                   |
| Masse               | 120 kg              |
| max. Drehzahl       | 2200/min            |
| Leistung            | 125 PS (ca. 90 kW)  |
| Abmessungen (L×B×H) | 1144 × 400 × 866 mm |